# Irina Lozovan
Irina Lozovan (n. 27 decembrie 1983) este o politiciană din Republica Moldova, deputat în legislaturile 2019-2021 și 2021-2025 ale Parlamentului Republicii Moldova, reprezentantă a Partidului Socialiștilor din Republica Moldova (PSRM), ulterior deputat neafiliat.

## Biografie
Până la implicarea sa în politică, în perioada 2003-2012 a lucrat ca inspector în cadrul Serviciului Grăniceri.

### Activitate politică
Lozovan a devenit membră a PSRM în 2014, în 2016 preluând conducerea Organizației teritoriale a PSRM la Ocnița.
A candidat în circumscripția uninominală nr. 2, or. Ocnița (cât și cu numărul 38 pe lista PSRM) la alegerile parlamentare din 2019 și a acces în parlament.
La alegerile parlamentare din 2021 a candidat cu numărul 15 pe lista Blocului Comuniștilor și Socialiștilor (BCS), din partea PSRM, și a revenit în Parlament.
La alegerile locale din 2023, Lozovan a fost candidata Partidului „Renaștere” la funcția de primar al orașului Ocnița și a obținut 13,83% din voturi.

### Aderarea la alte partide

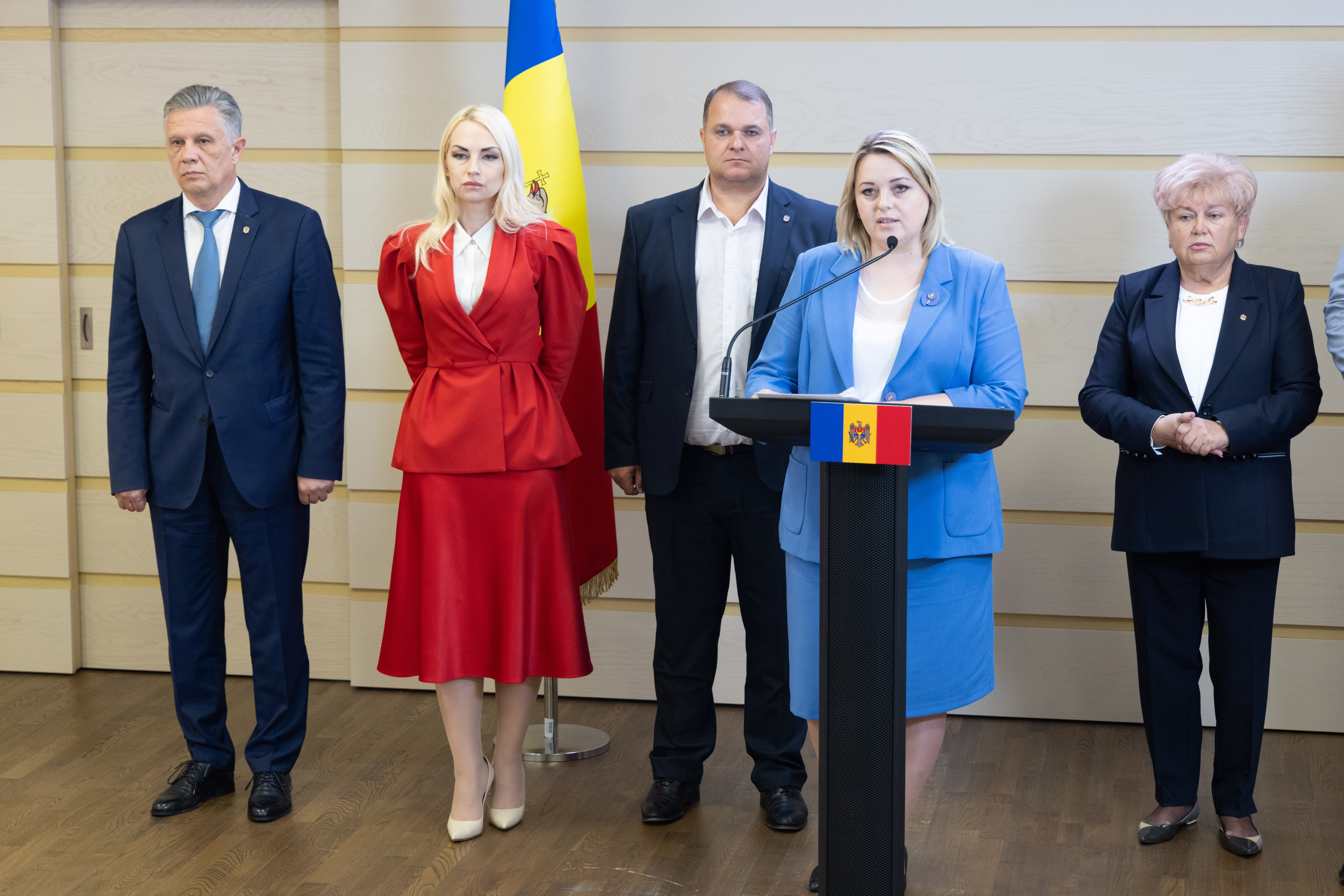
Irina Lozovan (la microfon) împreună cu alți deputați neafiliați din Parlamentul de legislatura 2021-2025

În martie 2023, Lozovan a părăsit fracțiunea parlamentară a Blocului Comuniștilor și Socialiștilor (BCS) și, respectiv, Partidul Socialiștilor din Republica Moldova. A ales să adere la „Mișcarea pentru popor” compusă din Partidul „ȘOR” a oligarhului Ilan Șor și Partidul Acasă Construim Europa (PACE) a lui Gheorghe Cavcaliuc, fostul șef-adjunct al Inspectoratului General al Poliției în perioada 2014-2019. În luna mai a aceluiași an, Lozovan a aderat la Partidul „Renaștere” alături de alți trei deputați, care la fel au părăsit BCS: Vasile Bolea, Alexandr Nesterovschi și Alexandr Suhodolski⁠(d).
La 21 aprilie 2024, Ilan Șor, condamnat la închisoare pentru implicarea sa în scandalul de fraudă bancară din 2014, a anunțat la Moscova crearea Blocului politic „Victorie”; la evenimentul de lansare a participat și Lozovan. La 16 mai 2024, deputații neafiliați care părăsiseră BCS (printre care Lozovan) și cei cinci deputați din fostul Partid „Șor”, declarat neconstituțional, au încercat să creeze grupul parlamentar „Victorie”, însă acest lucru nu a fost agreat de plenul Parlamentului.

### Urmărire penală și condamnare
În septembrie 2023, Parlamentul a ridicat imunitatea parlamentară a Irinei Lozovan și a lui Alexandru Nesterovschi, la solicitarea procurorului general, Lozovan urmând a fi cercetată penal pentru „acceptarea finanțării unui partid politic din partea unui grup criminal organizat și pentru spălare de bani în proporții deosebit de mari”. Mai exact, ea ar fi încercat, conform Procuraturii Anticorupție, să recruteze primarul orașului Ocnița, promițând-ui un milion lei personal și încă un milion lei din fondurile alocate orașului pentru fortificarea poziției electorale a Partidului „Renaștere”. Lozovan a fost reținută, percheziționată și plasată în arest la domiciliu, măsura fiind prelungită de câteva ori până aproape de sfârșitul anului. În noiembrie 2023, cauza penală a fost expediată în instanța de judecată.
La 31 martie 2025, Irina Lozovan a fost condamnată la 6 ani de închisoare, iar soțul ei, Pavel Gîrleanu, la 5 ani. Niciunul dintre aceștia nu au fost prezenți la ședința în care a fost pronunțată sentința; judecătorul a dispus darea lor în căutare. Lozovan susține că este nevinovată și că dosarul ar fi motivat politic.
Lozovan se numără printre persoanele împotriva cărora, la 15 iulie 2025, Consiliul Uniunii Europene a impus măsuri restrictive, care „s-ar face responsabile de acțiuni care vizează destabilizarea, subminarea sau amenințarea suveranității și independenței, precum și a democrației, statului de drept și stabilității în Moldova”.